# White Denim
I White Denim sono un gruppo musicale rock statunitense originario di Austin e attivo dal 2006.

## Formazione
- James Petralli - voce, chitarra
- Joshua Block - batteria
- Steven Terebcki - voce, basso
- Austin Jenkins - chitarra

## Discografia

### Album studio
- 2008 - Workout Holiday (solo in Europa)
- 2008 - Exposion (solo negli Stati Uniti)
- 2009 - Fits
- 2010 - Last Day of Summer
- 2011 - D
- 2013 - Corsicana Lemonade
- 2015 - Stiff
- 2018 - Performance
- 2019 - Side Effect
- 2020 - World As a Waiting Room
- 2024 - 12

### EP
- 2011 - Takes Place in Your Work Space